# Ryō Tateishi
Ryō Tateishi (立石 諒, Ryō Tateishi) est un nageur japonais, spécialiste des épreuves de brasse, né le 12 juin 1989 à Yokohama.

## Palmarès

### Jeux olympiques
- Jeux olympiques d'été de 2012 à Londres (Royaume-Uni) :
  -  Médaille de bronze du 200 m brasse.